# Paideuma
Paideuma è il concetto base del pensiero di Leo Frobenius (Brema, 1873 - Verbania, 1938), etnologo e filosofo che dedicò la propria vita allo studio dell'archeologia africana, elaborando il metodo storico-culturale.
Per avvicinare questo concetto, occorre presentarne brevemente la struttura di fondo: gli elementi caratteristici di una civiltà sono comprensibili solo entro l'humus in cui sorgono, che è la condizione preliminare in cui si esprime la sua complessità storica. Si parla quindi di una morfologia storica, non indagabile per via razionale bensì per intuizione, perché le civiltà si manifestano primieramente nella produzione artistica, luogo dell'emozione, o meglio della commozione, da intendersi come un istinto primordiale, una sorta di "Provvidenza" che supera le individualità e la razionalità. Ogni civiltà si trasforma all'interno di una sfera culturale (Kulturkreis), con caratteristiche biologiche simili a quelle degli organismi viventi.

## Analogie tra ciclo storico e organico
Egli stabilì un parallelismo tra i cicli delle civiltà e i cicli organici, determinando tre stadi: l'Ergriffenheit ("commozione", lo stadio emotivo-aurorale); l'Ausdruck ("espressione" lo stadio maturo); l'Anwendung, lo stadio dell'"utilizzazione" (anche stadio "meccanico e materialista", tipico della decadenza). Ogni civiltà si informa su leggi sue proprie, indipendenti dagli uomini, i quali solo ne esprimono l'appartenenza, ovvero le rappresentano. Queste leggi sono una sorta di forza profonda, un "terzo regno", altro rispetto al piano materiale e animale e rispetto al piano organico delle piante. L'uscita dell'uomo dallo stadio primitivo di adattamento non è dovuta principalmente alla volontà di intraprendere migliorie materiali ma al mito, ancora da esprimere, del cielo, della terra, della bestia, della pianta, al quale l'uomo primitivo rispondeva con atti e modi di vita. Nasce così il Terzo regno, la civiltà, l'arte come espressione della commozione che solo l'uomo è in grado di provare.
Frobenius denominò questa forza interna ad ogni civiltà con la parola paideuma, etimologicamente, "ciò che si acquisisce mediante l'apprendimento", culturalmente, "il sorgere e trasformarsi di tutte le esperienze della coscienza commossa", secondo l'intimo orientamento delle forme di una civiltà. Allora, non più un cammino finalistico verso la razionalità, ma una "commozione", una "forza oscura e profonda" ha innalzato l'uomo oltre il regno animale.
L'arte è quindi il luogo epifanico di questa commozione e lo studio dell'arte preistorica dell'Africa consente di intravedere ricorrenze preistoriche della civiltà europea.
Il paideuma si può anche definire il principio genetico-metafisico di ogni civiltà, più manifesto ai suoi albori, attraverso l'arte, meno espressivo nelle fasi successive, fino all'oscuramento dell'utilizzazione materialisitica e razionalistica.